# Orle Skały

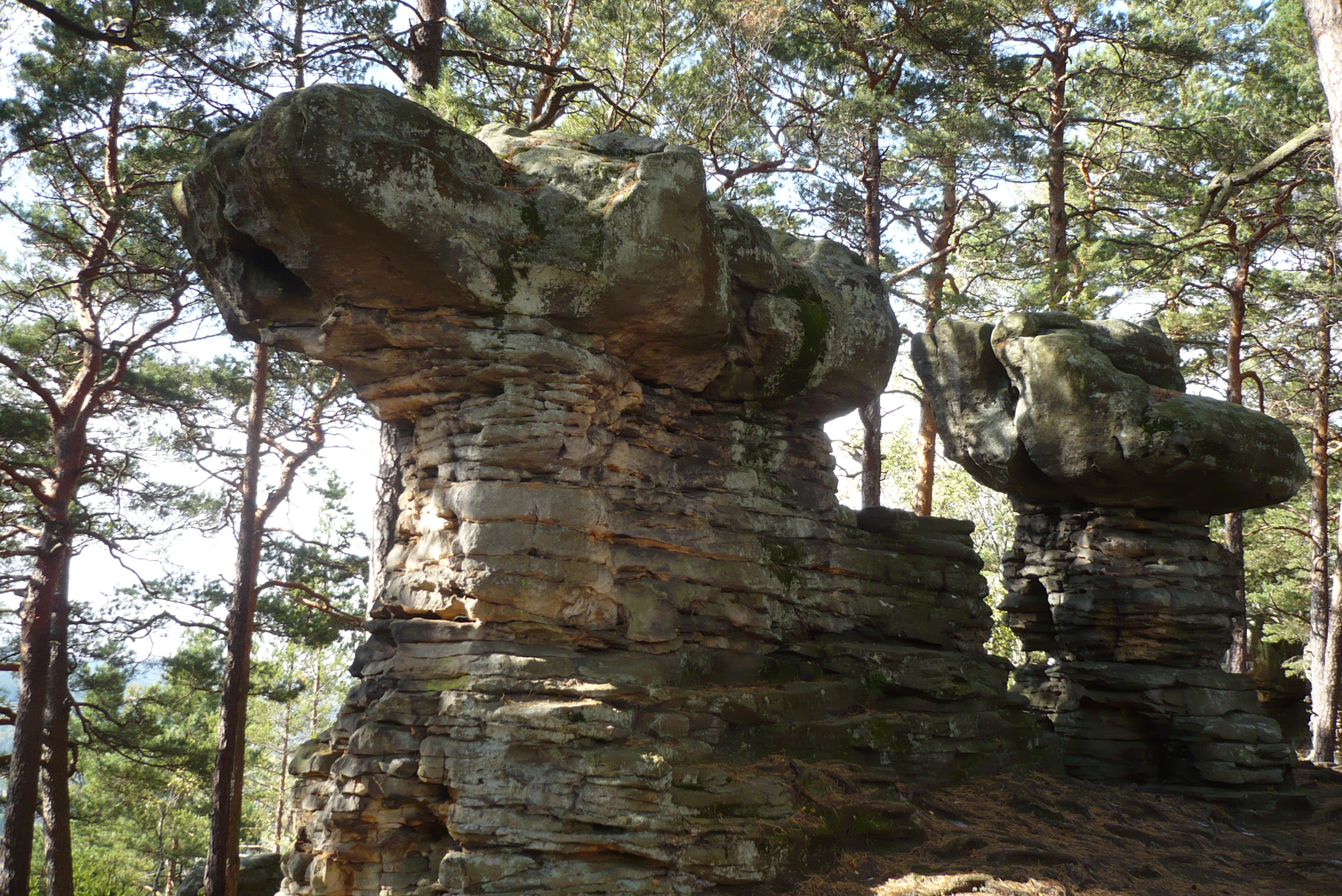
Okienna

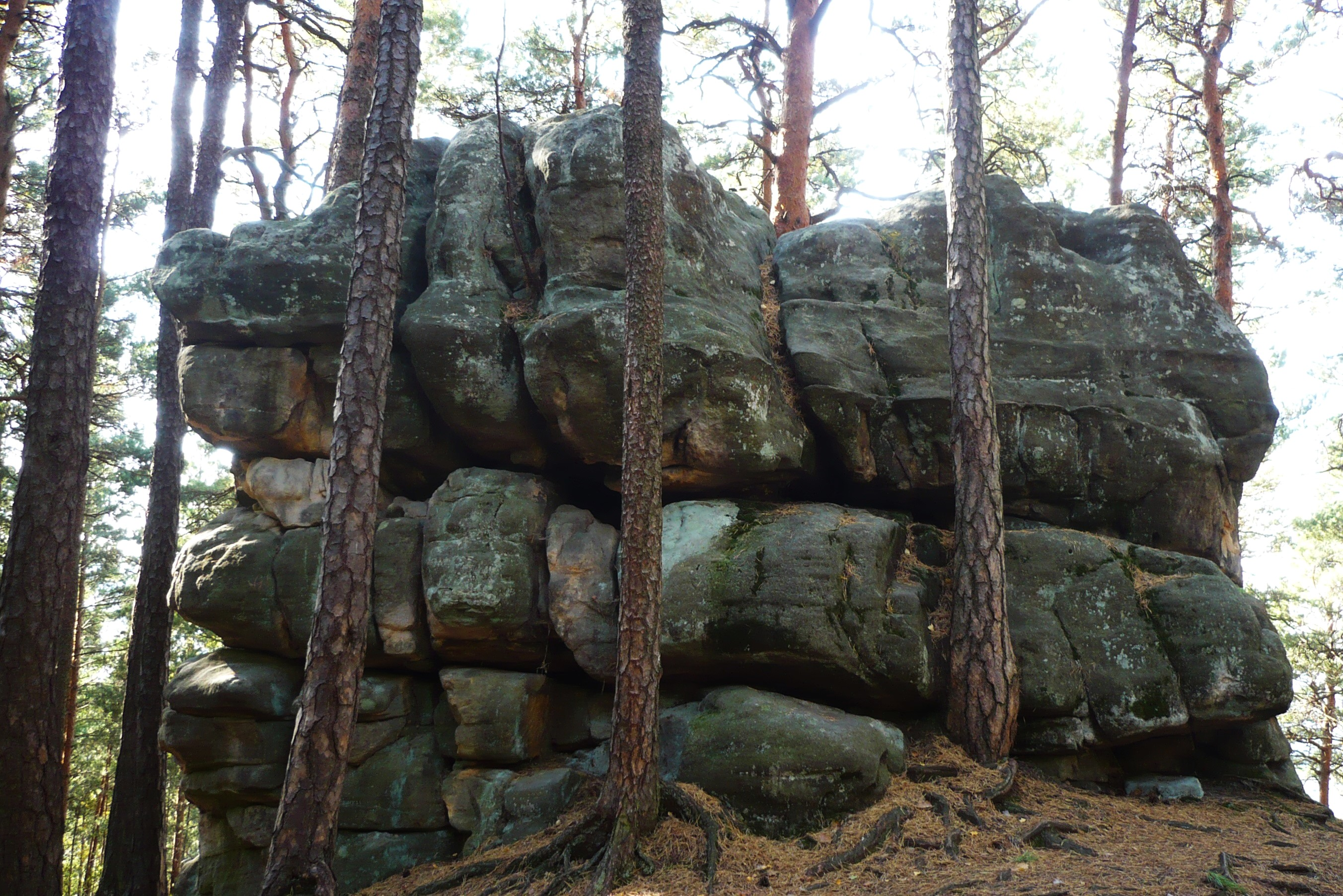
Wielbłąd

Orle Skały (niem. Adlerstein) – grupa skał w południowo-zachodniej Polsce, w Górach Stołowych, w Sudetach.
Piaskowcowe skały położone na południowej krawędzi Szczytnika na wysokości 560 m n.p.m. na południowy wschód od Zamku Leśna nad doliną potoku Bystrzyca Dusznicka.
Do grupy należą:
- Widokowa
- Orlik
- Wielbłąd
- Okienna
- Turniczka
- Kruk[1]